# Mare de Déu llegint

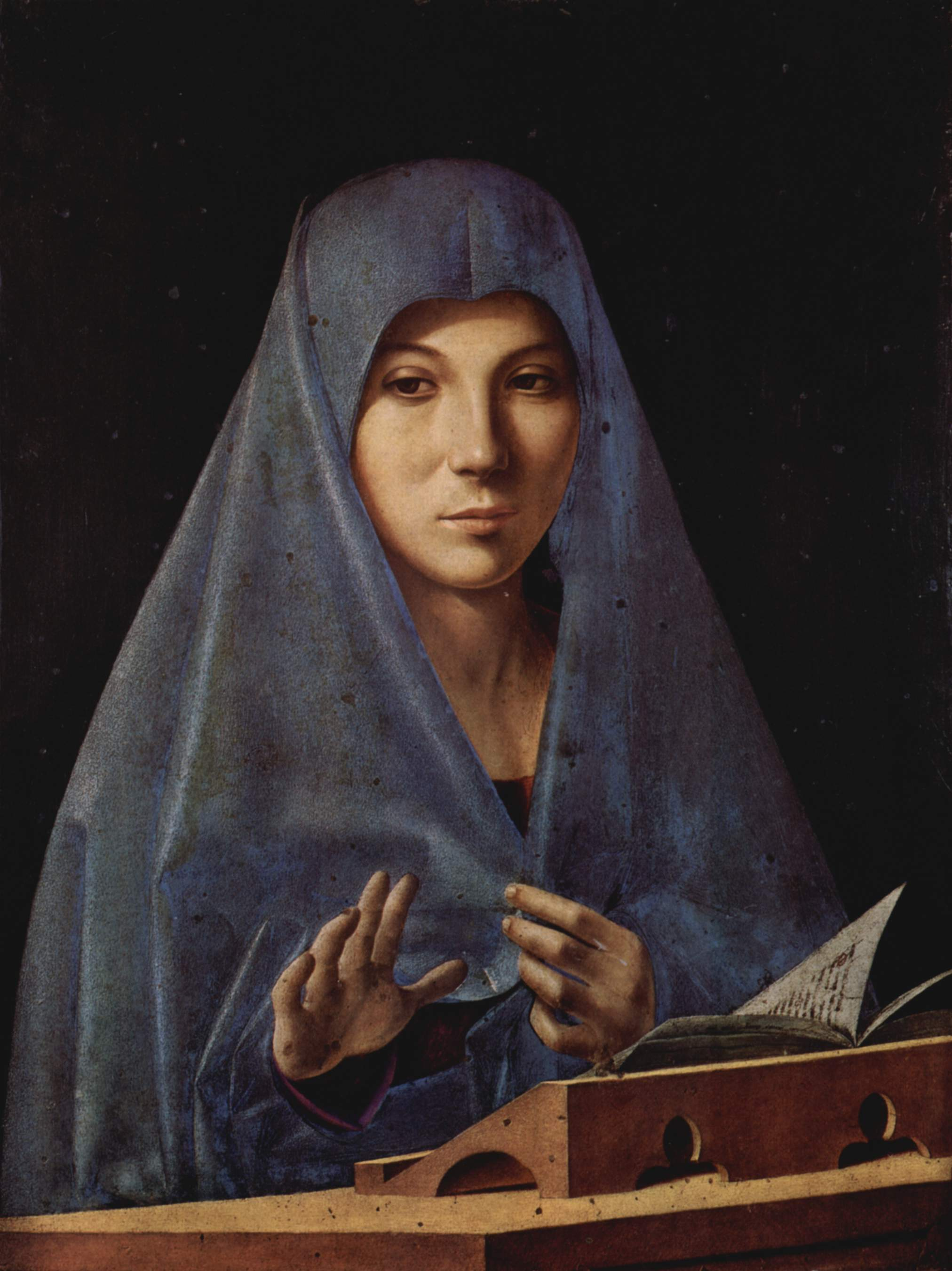
L'Anunciació de Palerm.

La figura de la Mare de Déu llegint és una tipologia molt popular de la iconografia cristiana, en què Maria, mare de Jesús, està representada mentre llegeix. L'aparició d'aquest tema, es va produir dins del moviment de la escultura i pintura renaixentista al segle xv, en estreta relació amb el sorgiment de la cultura humanista de la dona, des de la fi del segle xiv i més enllà, de matriu religiosa, centrada en l'ús de la llengua vulgar.

## Arrels culturals
El llibre és un dels atributs típics de Maria en representacions com l'Anunciació. La seva presència, que simbolitza la Sagrada Escriptura i el seu compliment en els episodis clau de la història de Maria, ha estat documentada des dels primers exemples, com en l'Anunciació entre els sants Ansano i Margarida de Simone Martini, el primer retaule dedicat a aquest tema.

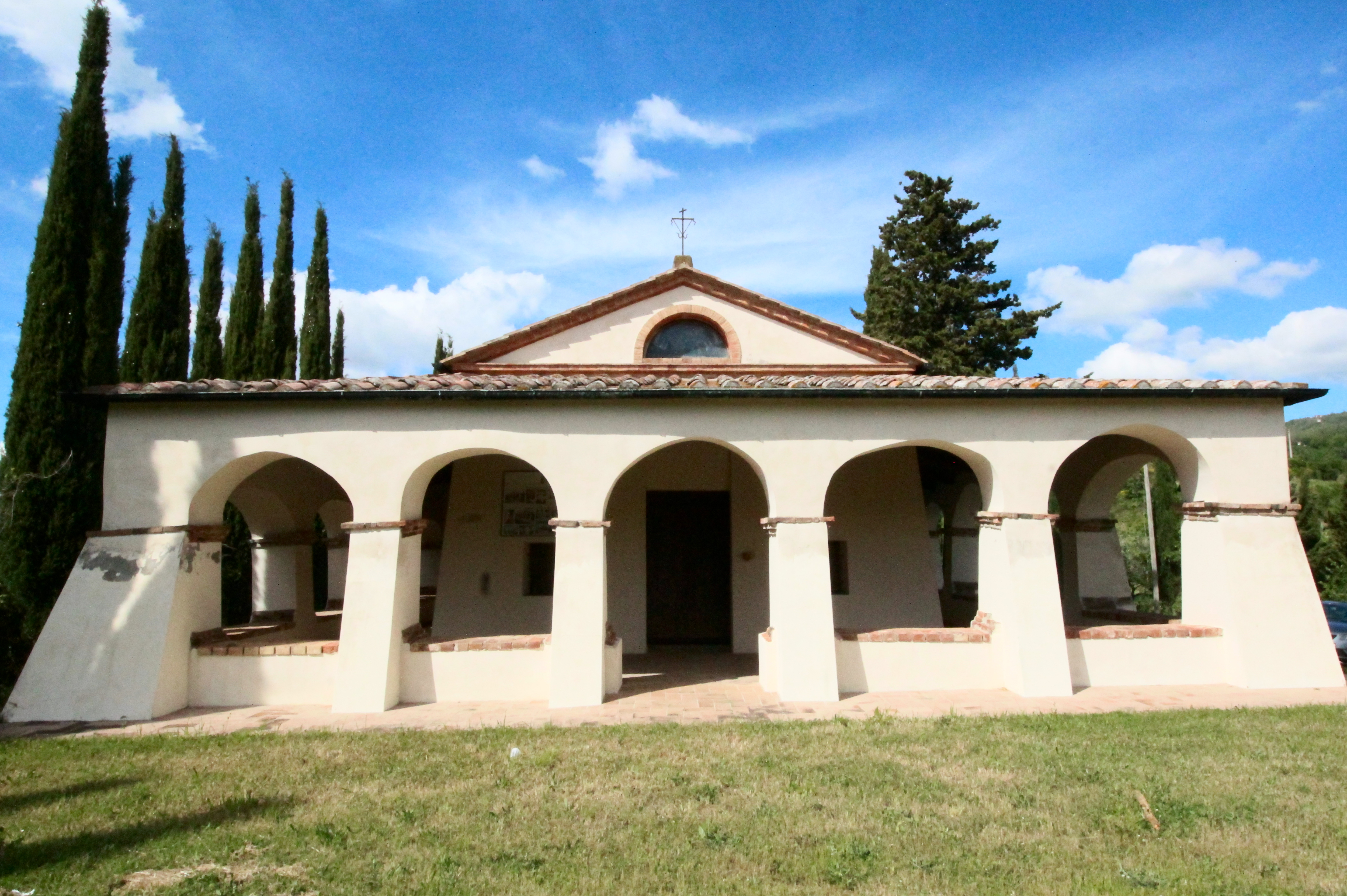
Santuari de la Madonna del Llibre de Castelnuovo di Val di Cecina

Els orígens d'aquest tipus iconogràfic es refereixen en l'art del Renaixement, particularment evident, entre el segle xiv i xv. Era una singular associació de la figura femenina en una activitat intel·lectual com la lectura, a la qual les dones no tenien un accés fàcil i que era, per tant, en general un privilegi masculí. Es creu que aquesta associació inusual tot seguit es va combinar en un veritable tòpic comú artístic, que està relacionat amb l'important paper que van exerci les dones, durant els segles xiv i xv, l'afirmació d'una cultura religiosa i una connexió literària amb l'ús de la llengua vulgar.
El tema de la Mare de Déu també va esdevenir un objecte d'un culte específic marià del catolicisme, que va trobar el seu centre en el santuari de la Madonna del Llibre de Castelnuovo di Val di Cecina.

### Exemples
Hi ha molts exemples atribuïbles al tema: 
- Madona d'Ince Hall, d'origen incert —probablement una còpia que un autor desconegut va treure d'un original perdut, possiblement per Jan van Eyck i la seva escola)–,[3] 1433, Galeria Nacional de Victòria, Melbourne.
- L'Anunciació de Palerm d'Antonello da Messina (ca. 1475). Palerm, Palazzo Abatellis.
- Madonna che legge Paolo Morando Il Cavazzola (1508).
- Mare de Déu llegint (circa 1500-1510) per Giorgione, Museu Ashmolean.

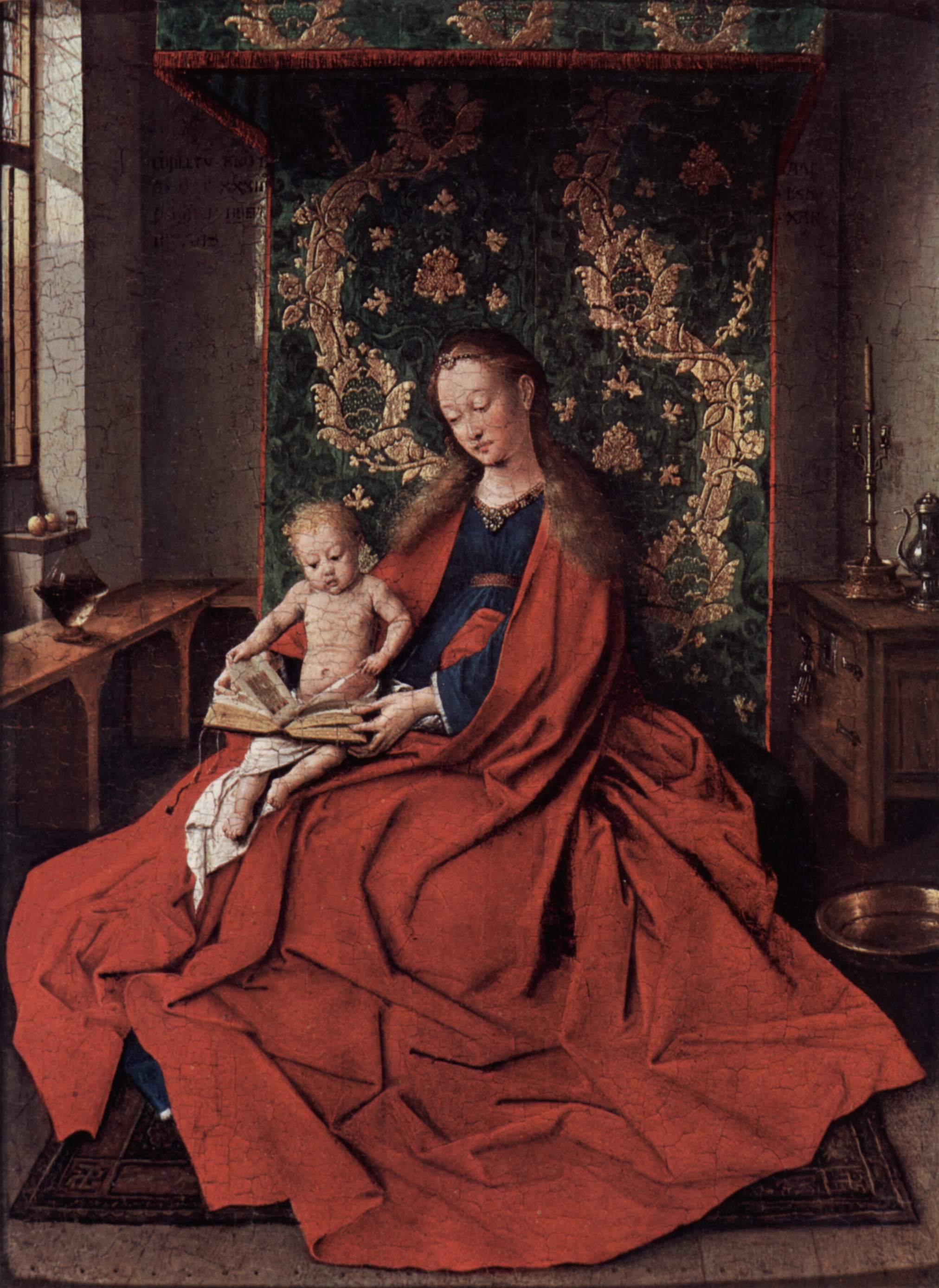
Madonna di Ince Hall
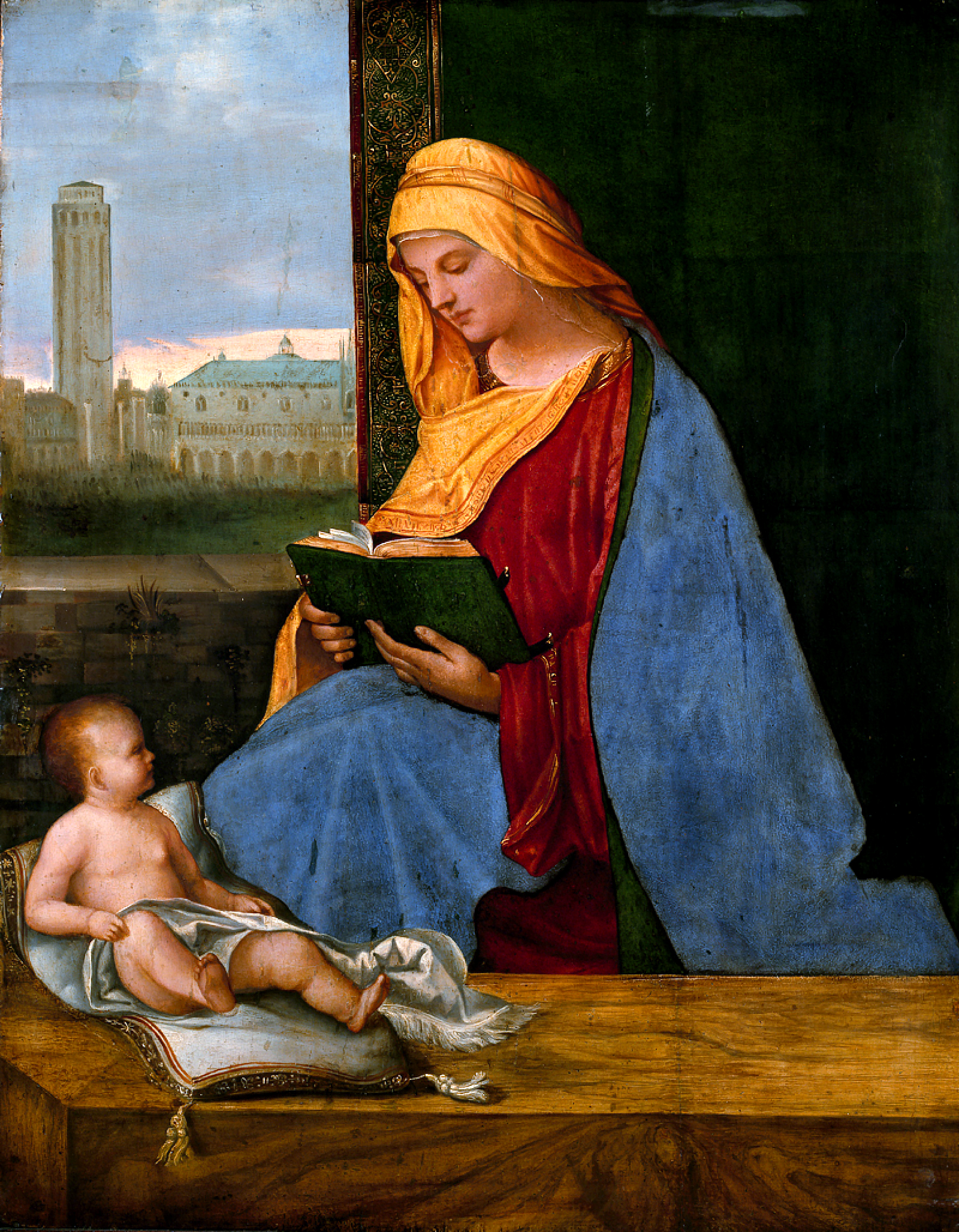
Mare de Déu llegint (Giorgione)

### Rafael Sanzio
Un desenvolupament del tema en particular es procedeix de Rafael Sanzio, que ho va interpretar en una sèrie de pintures i en un fresc: 
- Madonna Pasadena (1503), Museu Norton Simon.
- Solly Madonna (ca. 1504). Staatliche Museen, Berlín.
- Madonna Connestabile (1504), Museu de l'Hermitage, Sant Petersburg.
- Madonna Colonna, Gemäldegalerie (Berlín).
- Madonna Alba (1511), National Gallery of Art, Washington DC.
- Madonna di Casa Santi a Urbino.

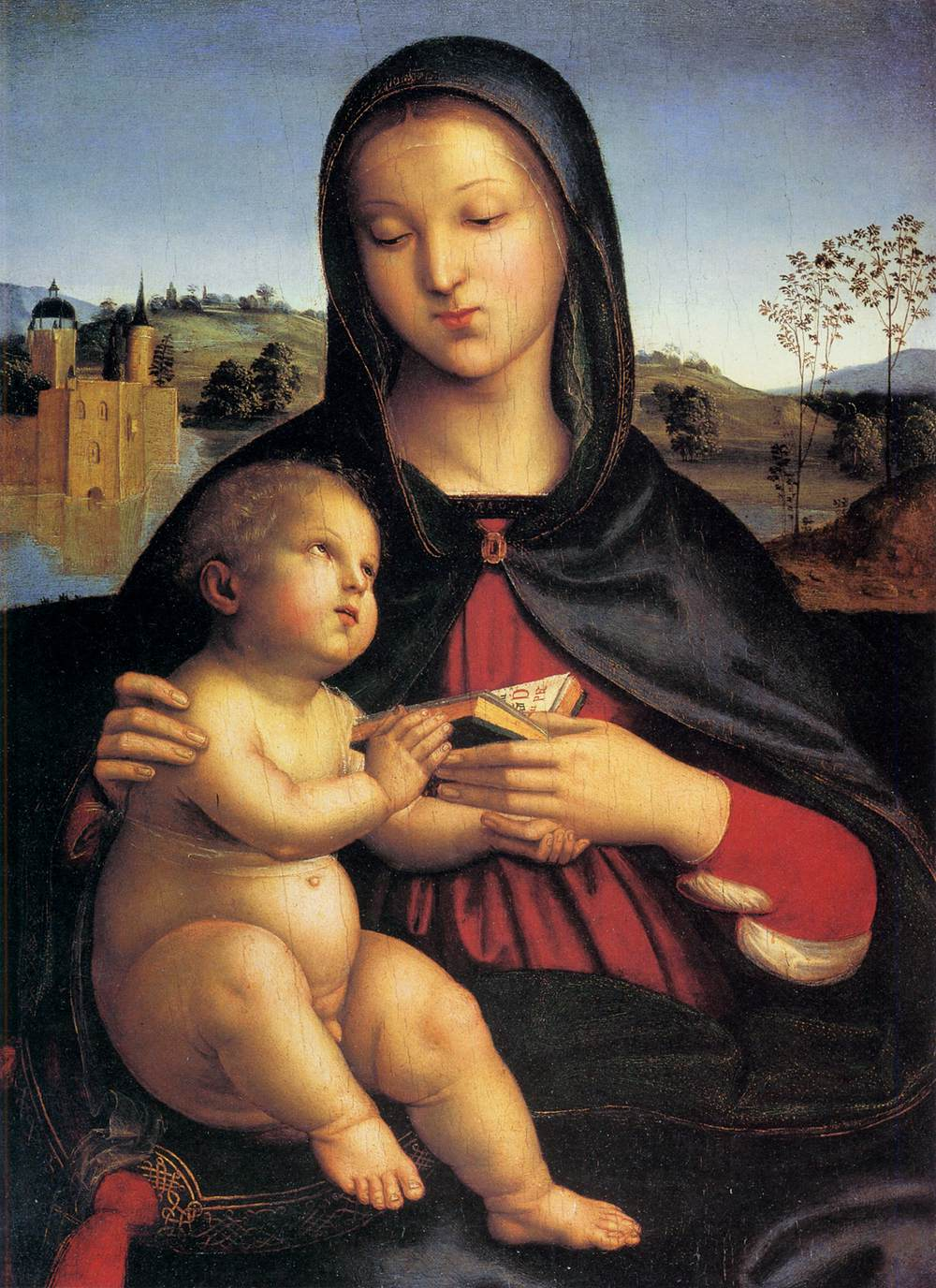
Madonna Pasadena
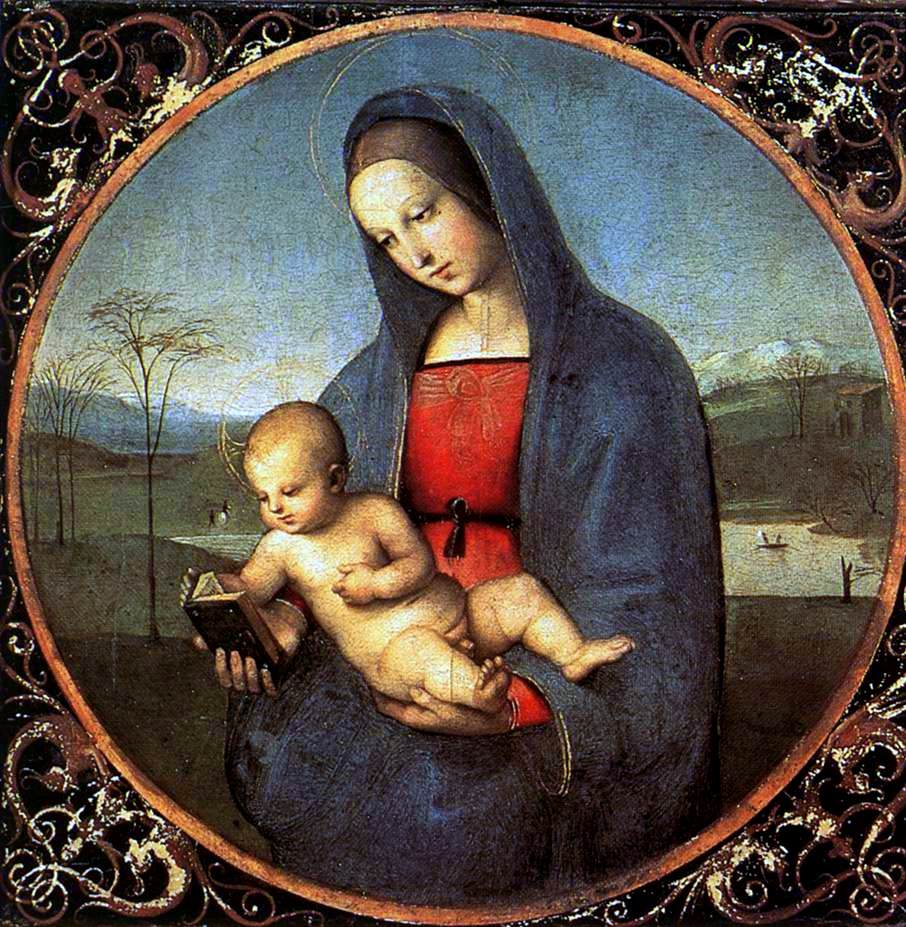
Madonna Connestabile
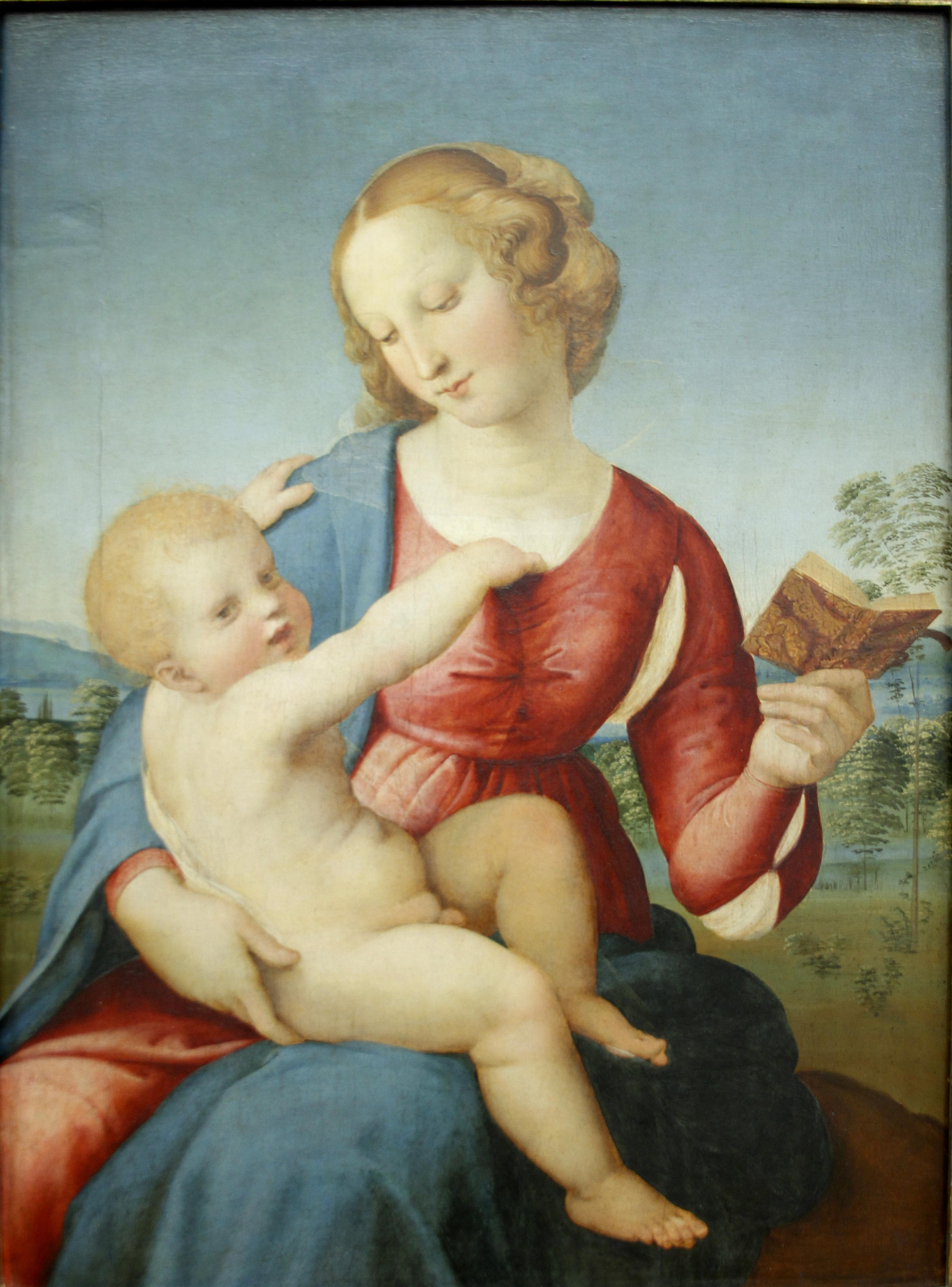
Madonna Colonna
Madonna Alba
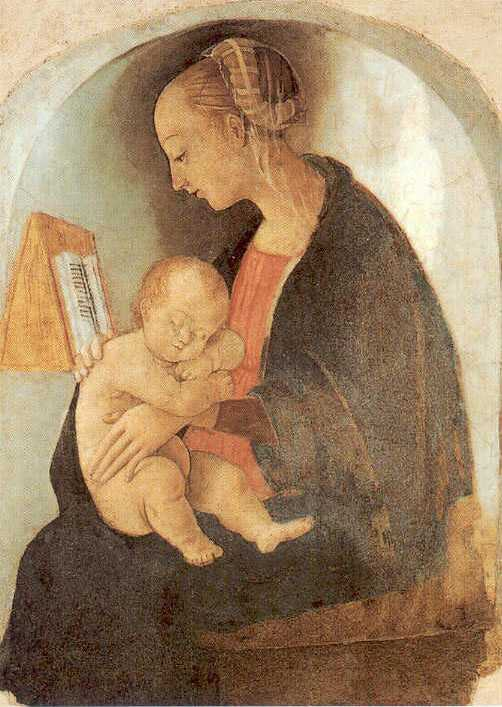
Madonna di Casa Santi